# Johanna (Huijbergen)
De Johanna is een ronde stenen molen aan de Bergsestraat te Huijbergen, in de Noord-Brabantse gemeente Woensdrecht. De molen is in 1862 in opdracht van Petrus Johannes Backx gebouwd, op aanraden van de pastoor van de plaatselijke parochie, die een molen in zijn parochie wilde hebben. De parochie was in 1859 gehalveerd omdat Kalmthoutse Hoek was weggevallen. Na de afscheiding van België in 1830 was er een landsgrens door de parochie getrokken, maar de parochie is daarna nog bijna dertig jaar een geheel gebleven.
De bouwvergunning die voor de Johanna is verleend vermeldde ook gebruik als oliemolen en mogelijk is de molen ook als zodanig ingericht geweest. Ook bevond zich een zaagwerk in de Johanna.
Tijdens de Tweede Wereldoorlog werd de molen gebruikt om graan te malen.
In de jaren 60 van de twintigste eeuw raakte de molen in verval. Hij werd in 1966 aan de gemeente Huijbergen verkocht, die hem meteen heeft laten restaureren. In 1967 is de molen maalvaardig gemaakt. Hij wordt tegenwoordig meestal op woensdagochtend en zondagmiddag door vrijwillige molenaars bedreven.